# UFC 5
UFC 5: Return of the Beast（ユーエフシー・ファイブ：リターン・オブ・ザ・ビースト）は、アメリカ合衆国の総合格闘技団体「UFC」の大会の一つ。1995年4月7日、ノースカロライナ州シャーロットのインディペンデンス・アリーナで開催された。

## 大会概要
サブタイトルの「リターン・オブ・ザ・ビースト」の名の通り、"ザ・ビースト"・ダン・スバーンがUFCに再び参戦。ジョー・チャールズ、オレッグ・タクタロフ、デイブ・ベネトゥーを降し、トーナメント優勝を果たした。また、初代UFCスーパーファイト王座（後のUFC世界ヘビー級王座）決定戦としてケン・シャムロックとホイス・グレイシーが対戦したが、時間切れとなったため初代王座決定戦は次戦（UFC 6）に持ち越しとなった。
今大会でホイス・グレイシーとホリオン・グレイシーがUFCから撤退した（ホイスは2006年のUFC 60で復帰）。また今大会後に、ホリオンとアート・デイビーは所有していたUFCの共同プロモーションであるWOWプロモーションを、共同パートナーのセマフォア・エンターテイメント・グループに売却した。

## ルール改正
今大会より初めて試合時間に制限が導入され、トーナメント1回戦・準決勝は20分、トーナメント決勝およびスーパーファイトは30分で行われた。

## 試合結果

### リザーブマッチ
第1試合 UFC 5トーナメント リザーブマッチ 20分1R
○  デイブ・ベネトゥー vs.  アスベル・カンシオ ×
1R 0:21 TKO（レフェリーストップ：グラウンドパンチ）
※ベネトゥーがトーナメントリザーブ権獲得
第2試合 UFC 5トーナメント リザーブマッチ 20分1R
○  ガイ・メッツァー vs.  ジョン・ダウディ ×
1R 2:02 TKO（タオル投入）
※メッツァーがトーナメントリザーブ権獲得

### トーナメント1回戦
第3試合 UFC 5トーナメント 1回戦 20分1R
○  ジョン・ヘス vs.  アンディ・アンダーソン ×
1R 1:23 TKO（レフェリーストップ：グラウンドパンチ）
※ヘスの負傷棄権によりリザーバーのベネトゥーが準決勝進出
第4試合 UFC 5トーナメント 1回戦 20分1R
○  トッド・メディーナ vs.  ラリー・キュアトン ×
1R 2:55 前腕チョーク
※メディーナが準決勝進出
第5試合 UFC 5トーナメント 1回戦 20分1R
○  オレッグ・タクタロフ vs.  アーニー・バーディシア ×
1R 2:23 チョーク
※タクタロフが準決勝進出
第6試合 UFC 5トーナメント 1回戦 20分1R
○  ダン・スバーン vs.  ジョー・チャールズ ×
1R 1:38 チョークスリーパー
※スバーンが準決勝進出

### トーナメント準決勝・王座決定戦
第7試合 UFC 5トーナメント 準決勝 20分1R
○  デイブ・ベネトゥー vs.  トッド・メディーナ ×
1R 2:12 TKO（レフェリーストップ：グラウンドパンチ）
※ベネトゥーが決勝進出
第8試合 UFC 5トーナメント 準決勝 20分1R
○  ダン・スバーン vs.  オレッグ・タクタロフ ×
1R 4:21 TKO（レフェリーストップ：カット）
※スバーンが決勝進出
第9試合 UFCスーパーファイト王座決定戦 30分1R、延長3分2R
△  ケン・シャムロック vs.  ホイス・グレイシー △
延長R終了 時間切れ

### トーナメント決勝戦
第10試合 UFC 5トーナメント 決勝戦 30分1R
○  ダン・スバーン vs.  デイブ・ベネトゥー ×
1R 3:01 V1アームロック
※スバーンがトーナメント優勝